# 環線細煙管蝸牛
環線細煙管蝸牛（学名：Thaumatoptyx bivincta）为煙管蝸牛科環線細煙管蝸牛屬下的一个种。该物种主要分布於臺灣南部的高雄市桃源藤枝等地。